# Willem die Madocke maecte
Willem die Madocke maecte is de noodnaam waarmee verwezen wordt naar de verder anonieme auteur van de Middelnederlandse satire Van den vos Reynaerde, geschreven omstreeks 1260. Over deze Willem is weinig bekend en veel gespeculeerd. Vermoedelijk leefde hij in het noordoosten van het graafschap Vlaanderen. Hoewel stellige identificatie vooralsnog niet mogelijk is, zijn verschillende kandidaten naar voren geschoven, waaronder Willem Corthals van Boudelo, een cisterciënzer lekenbroeder in de abdij van Boudelo.

## Biografische elementen
De beginregel van de Reynaert luidt Willem die Madocke maecte en in de slotregels bevestigt hij zijn voornaam met het acrostichon BI WILLEME, maar verder is er niets expliciet bekend over hem. Op grond van het 3469 versregels tellende gedicht over de sluwe vos kan worden verondersteld dat hij het Frans goed beheerste, Latijn kende en ook vertrouwd was met het middeleeuwse recht. Hij was een erudiete literatuurkenner en taalkundige elementen en toponiemen wijzen op een persoon uit de streek tussen Gent en Hulst. De juridische processen die worden beschreven in Van den vos Reynaerde vertonen veel overeenkomsten met de werkelijkheid van die tijd.

## Madocke

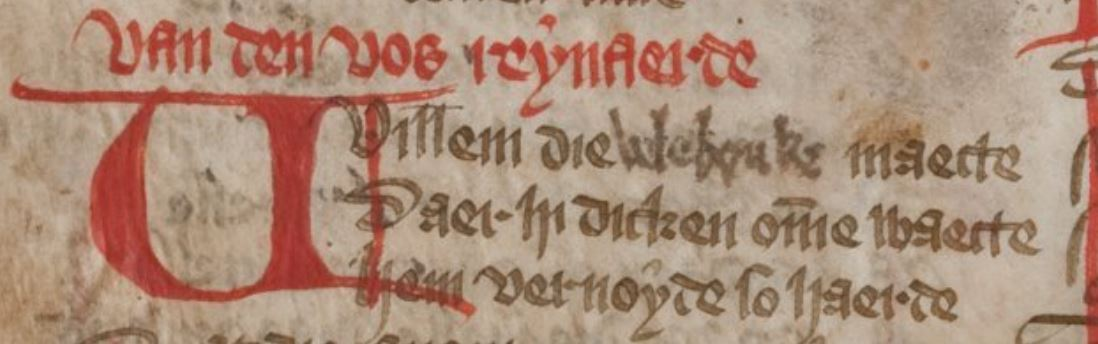
Willem die Madocke vele bouke maecte in het Comburgse handschrift (circa 1415).

Algemeen wordt ervan uitgegaan dat het niet overgeleverde Madocke een eerder geschreven Middelnederlands werk van Willem is. Tot 1826 was de term eenvoudig onbekend wegens een rasuur, een weggekrabde tekst in de openingsregel van het Comburgse handschrift, waar een 15e-eeuwse corrector het woord vervangen had door vele bouke. De ontdekking van een manuscript met Reynaerts historie maakte reconstructie mogelijk, in 1909 bevestigd door het Dyckse handschrift (spelling respectievelijk Madock en Madocke). Op basis van de verbetering is gesteld dat Madocke mogelijk een in de vergetelheid geraakt of zelfs verboden verhaal is. Er bestaan enige verwijzingen naar Madocke in middeleeuwse en vroegmoderne teksten. Met name uit Jacob van Maerlants Rijmbijbel valt op te maken dat Madoc een droomverhaal moet zijn geweest met een gelijknamige hoofdpersoon. In de passage zet Van Maerlant overigens zijn eigen werk af tegen dat van Willem en anderen: Want dit nes niet madox droem. / Noch reinard noch arturs boerden. Mogelijk had het verhaal een Brits-Keltische oorsprong, zie bijvoorbeeld De droom van Rhonabwy, een prozatekst in het Middelwelsh die zich afspeelt ten tijde van prins Madog ap Maredudd.

## Willem van Boudelo, alias Willem Corthals

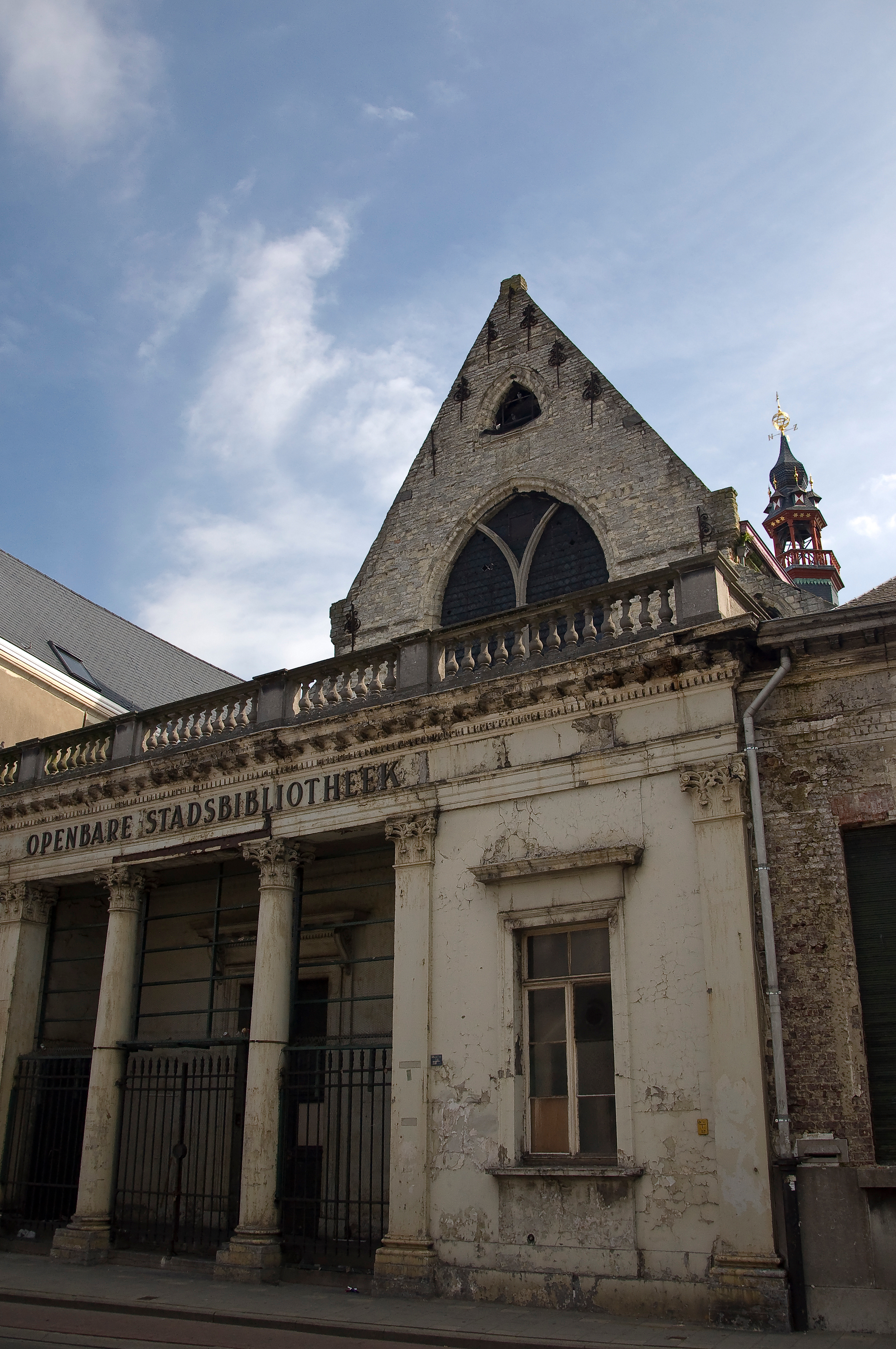
Kerk van het voormalig Boudeloklooster te Gent

Een mogelijke Willem is Willem van Boudelo (of Corthals). Deze lekenbroeder beheerde voor de gravin van Vlaanderen een ziekenhuis in Rijsel. Voor haar kocht hij ook woeste gronden aan en bemiddelde hij in juridische conflicten. Vooral de streek rond Hulst kende Willem goed. Het minuscule plaatsje Absdale, tussen Hulst en Axel, neemt in Van den vos Reynaerde een grote plaats in. Willem van Boudelo was betrokken bij aankoop door de gravin van grond te Absdale; hij had er zelf een huis, zoals blijkt uit akten uit 1267 en 1280. In 1252 werd deze Willem door zijn kloosterorde berispt, omdat er veel klachten over hem kwamen.

## Status
Willem die Madocke maecte is in het Nederlandse taalgebied een belangrijk auteur. Het verhaal rond Reynaert heeft al vanaf de middeleeuwen buitenlandse auteurs beïnvloed en dat komt in de Nederlandse literatuurgeschiedenis niet zo heel vaak voor. Het werk werd rond 1278 in het Latijn vertaald door Balduinus Iuvenis. De Britse middeleeuwse schrijver Geoffrey Chaucer gebruikte fragmenten uit het verhaal voor zijn eigen Canterbury Tales, met name het verhaal van Cantecleer de Haan en Reynaert. In 1485 vertaalde William Caxton het gehele verhaal als The Historie of Reynart the Foxe. William Shakespeare noemde het personage Tybalt in zijn toneelstuk Romeo en Julia naar Tybeert de Kater en Goethe schreef ook over de geslepen vos in zijn fabel Reineke Fuchs.

## Inspiratiebronnen
Willem haalde de inspiratie voor zijn roman waarschijnlijk uit de Franse tekst Le Plaid (het pleidooi), een vroeg-13e-eeuws deel van een grotere verzameling vossenverhalen (de Roman de Renart), waarvan de oudste takken geschreven zijn door Perrout de Saint Cloude omstreeks 1174. De Roman de Renart was zelf beïnvloed door de Ysengrimus, een in het Latijn geschreven verhaal dat de dieren hun oudst bekende eigennamen gaf. De auteur van Ysengrimus was vermoedelijk een clericus die zeer goed de situatie van de Sint-Pietersabdij én het religieuze leven in Gent en de wijde omgeving kende. Andere mogelijke inspiratiebronnen voor het verhaal van Willem vormen de nog oudere dierenfabels van Aesopus en Phaedrus uit de klassieke oudheid.

## Persiflage of realiteit?
Bij een satirisch gedicht als het episch dierdicht Van den vos Reynaerde zou volgens sommige geleerden de satire zo ver zijn doorgevoerd dat ook het gebruik van een acrostichon aan het begin en einde een parodie is op de conventies van middeleeuwse dichtwerken. Het zou een verder bewijs zijn van het meesterschap van de auteur.

## Varia
- In 1977 zorgde de Vlaamse medioneerlandicus Herman Vekeman[17] voor verwarring in literaire kringen door een gefingeerd, zogenaamd teruggevonden manuscript van de Kroniek van Madoc 'in prozavertaling' te publiceren.[18] Volgens Vekeman had hij het handschrift van de Kroniek van Madoc ontdekt in het West-Vlaamse Gistel. Vekemans schepping is een raamvertelling waarin diverse reizigers op een schip hun verhaal vertellen. Het schip vaart intussen naar allerlei wonderlijke oorden.
- Door het ontbreken van onomstotelijk bewijs over de aard van Madocke zou het – hoewel niet in de literatuur verdedigd – ook kunnen gaan om bijvoorbeeld een muziekstuk, een dans of een voorwerp. In een Fokke en Sukke-cartoon wordt hier de draak mee gestoken. Monnik Fokke staat met een vreemd ding in zijn handen en zegt "Nu is onze Madocke weer kapot", monnik Sukke antwoordt "We brengen hem naar Willem, die kan hem wel maken".[19]
- Willem die Madocke maecte werd in 2005 genomineerd voor de Vlaamse versie van De Grootste Belg, maar belandde op nr. 214, buiten de officiële nominatielijst.
- In 2021 publiceerde Nico Dros over de auteur van Van den vos Reynaerde de roman Willem die Madoc maakte.

- Gemeinsame Normdatei: 13563864X
- International Standard Name Identifier: 0000 0000 0082 1600
- MusicBrainz: b7110a8d-d92e-4043-a76b-24e0a38a0901
- Système universitaire de documentation: 086104179
- Virtual International Authority File: 27096338